# Wüste Kirche Domherrenhagen

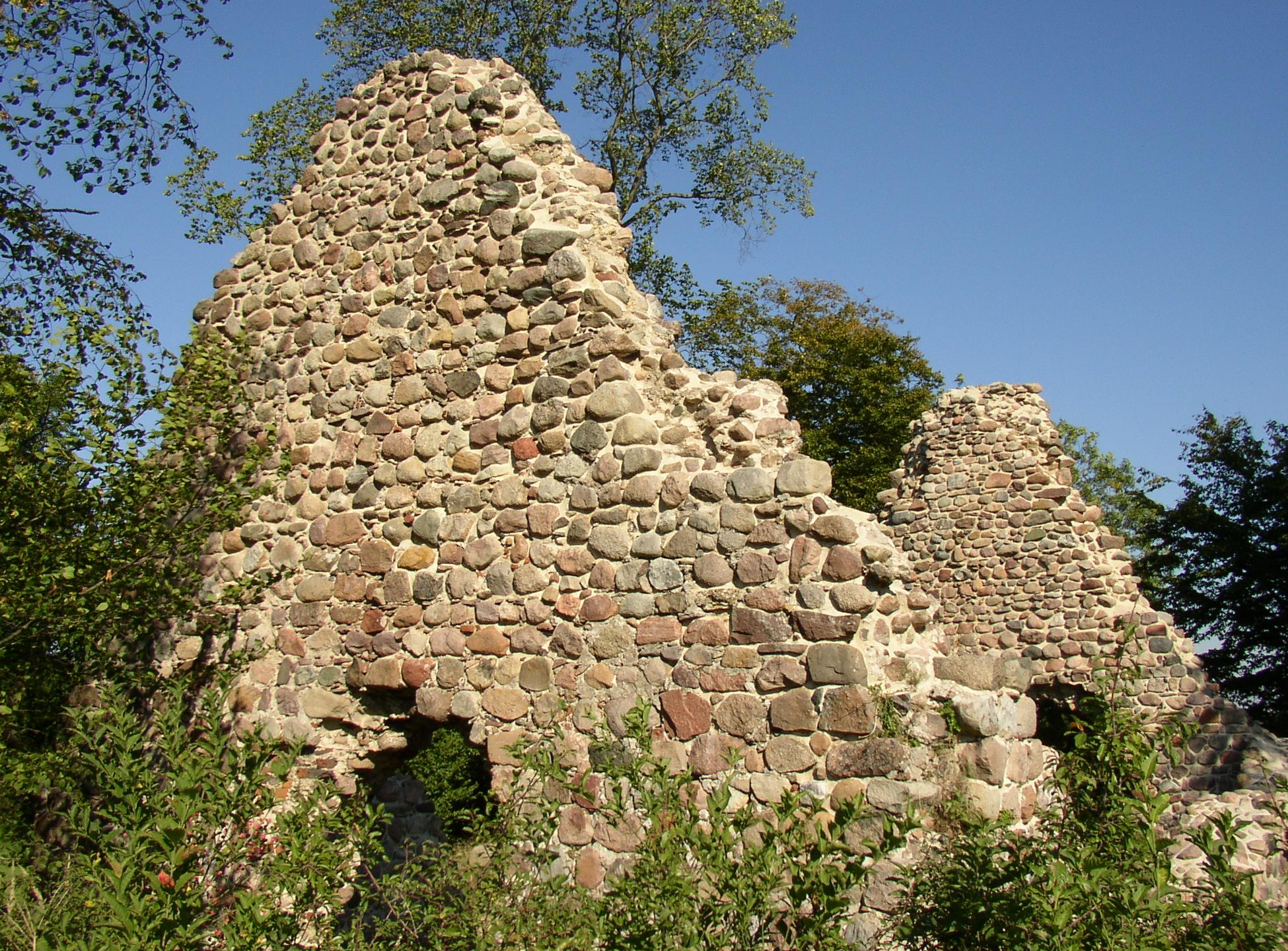
Wüste Kirche in Domherrenhagen

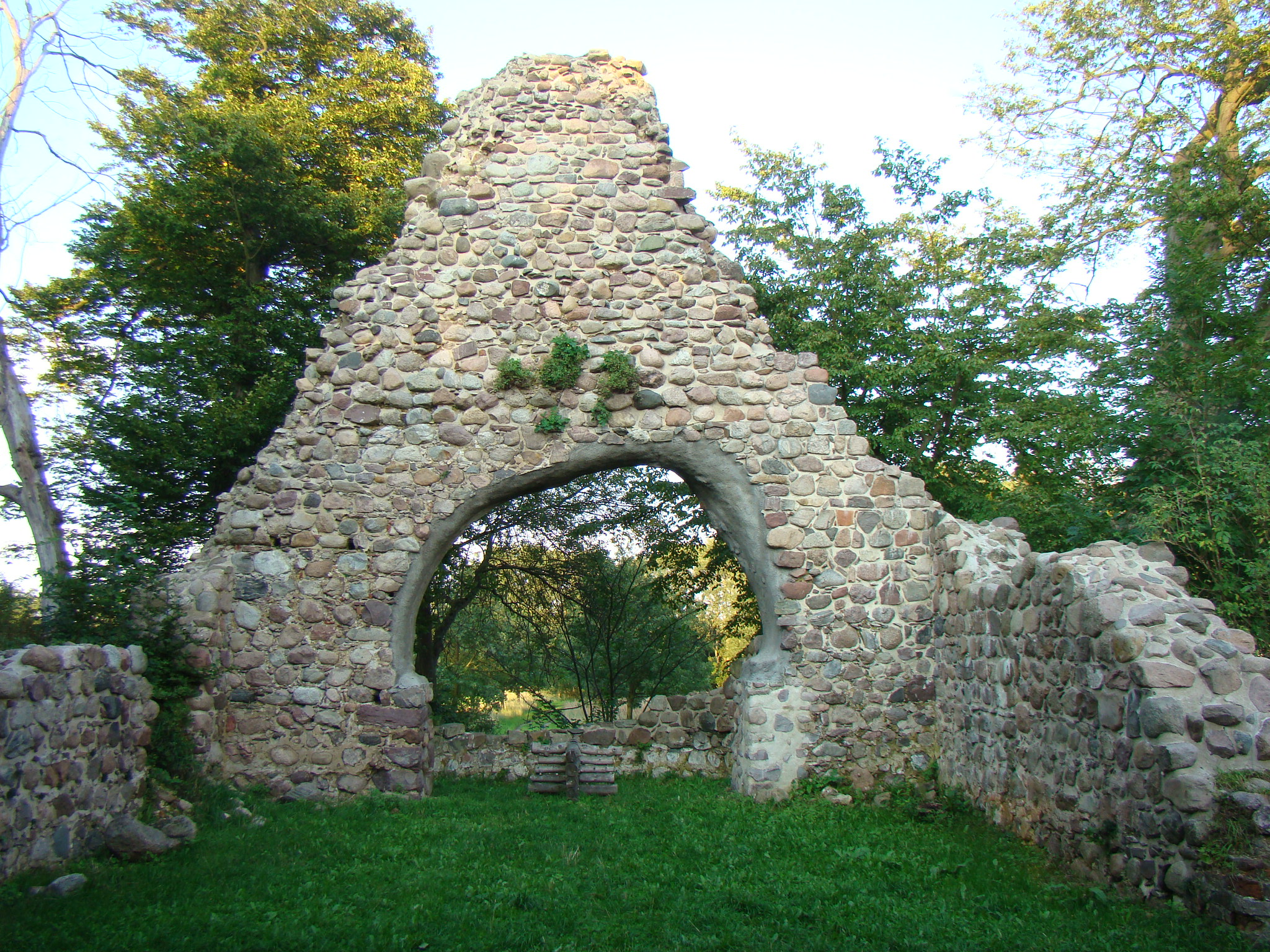
Blick zum einstigen Chor

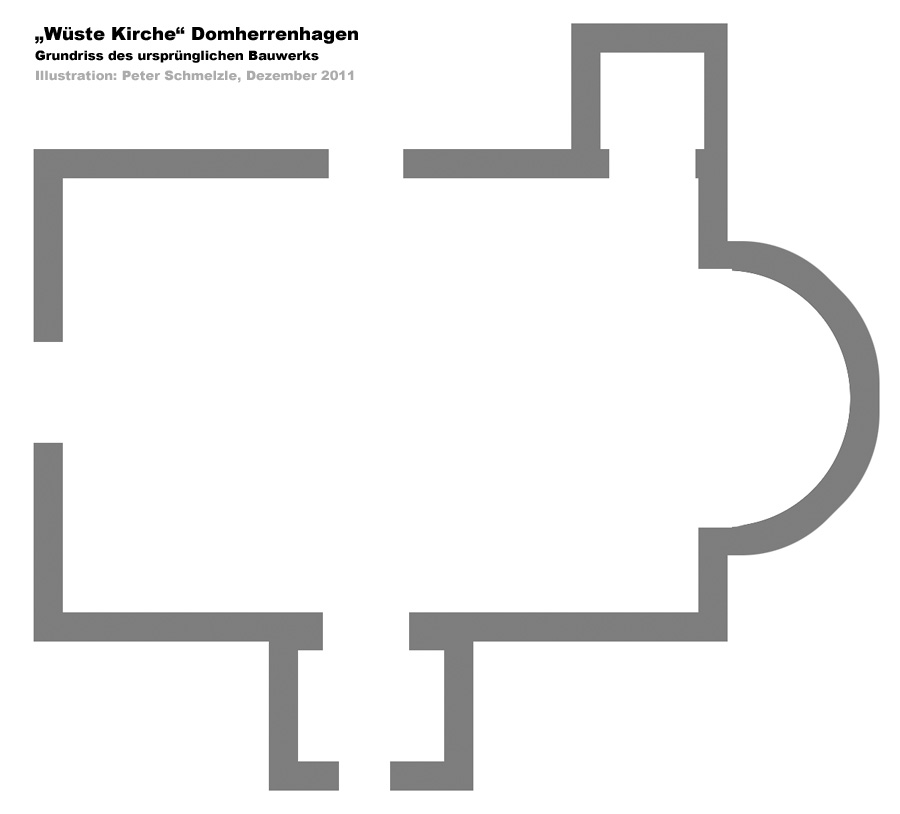
Grundriss der Kirche

Die Wüste Kirche in Domherrenhagen, einer Ortswüstung auf der Gemarkung von Moltzow im Landkreis Mecklenburgische Seenplatte in Mecklenburg-Vorpommern, ist der letzte bauliche Überrest eines Dorfes, das dort vom 13. bis zum 15. Jahrhundert bestand.

## Geschichte
Der Ortsname Domherrenhagen gibt die frühe Geschichte des Ortes preis. Aufgrund der Endung -hagen handelte es sich um eine Rodungssiedlung, die wie das unweit gelegene Marxhagen zur Ausstattung des Domstifts am Güstrower Dom zählte. 1240 erhielt die Kirche zu Domherrenhagen 24 Hufen Wald geschenkt, die Domherren erwarben weitere 20 Hufen. 1271 wurde die Kirche Pfarrkirche für die Einwohner von Rambow, wo damals noch keine Kirche bestand und das zuvor kirchlich zu Schwinkendorf zählte. 1376 wird in einem Rostocker Testament die Wallfahrt zu der Kirche erwähnt.
1458 lagen Domherrenhagen und Marxhagen wüst. Über die Ursachen gibt es verschiedene Vermutungen, die von unfruchtbaren Böden über kriegerische Ereignisse bis hin zu Seuchen reichen. Die Rostocker Domherren verkauften daraufhin die Acker- und Forstflächen des Dorfes an Ulrich Moltzan, der sie seinem Gut Ulrichshusen zuschlug, während die einstige besiedelte Fläche im Besitz des Domstifts verblieb. Marxhagen wurde um 1700 wieder besiedelt, Domherrenhagen dagegen verblieb eine Wüstung. 1839 wurde die alte Kirchhofmauer abgetragen.
1993 wurde die Kirchhofmauer rekonstruiert und nach einem alten Plan wieder eine Eichenallee zur Kirche angepflanzt. 2004 wurde die Ruine baulich gesichert. Gelegentlich finden in der Ruine Gottesdienste und Konzerte statt.

## Die Kirche
Bei der Kirche handelte es sich um einen turmlosen Feldsteinbau aus dem frühen 13. Jahrhundert mit aus Backstein gemauerten Portalen und Bögen. Das Hauptportal befand sich im Westen, im Süden und Norden waren Seitenportale. Nördlich an den Hauptbau war eine Sakristei angebaut, südlich eine Vorhalle. Die Kirche war bis zum Dreißigjährigen Krieg noch in baulich gutem Zustand, verlor jedoch dann ihr Dach und ist seitdem eine Ruine, die seit 1648 als „Wüste Kirche“ bezeichnet wird. Heute sind lediglich die Fundamente sowie Teile der Giebelwände und die Anschlüsse der Längswände erhalten.